# Classe (moto)
Nel motociclismo sportivo, la classe indica un raggruppamento omogeneo di veicoli che partecipa a una stessa competizione, avendo delle caratteristiche specifiche dettate da un regolamento. È assimilabile a quelle che nell'automobilismo possono essere i Gruppi o le Formule.

## Il contesto
Per molti anni la dizione "classe" era seguita da un semplice numero, con quest'ultimo che definiva semplicisticamente il limite massimo di cilindrata, entro il quale un veicolo poteva essere ammesso alla gara. La cilindrata non era però l'unico parametro imposto nelle varie specialità e categorie che prevedevano anche altre condizioni dimensionali, come peso e ingombri del veicolo. 

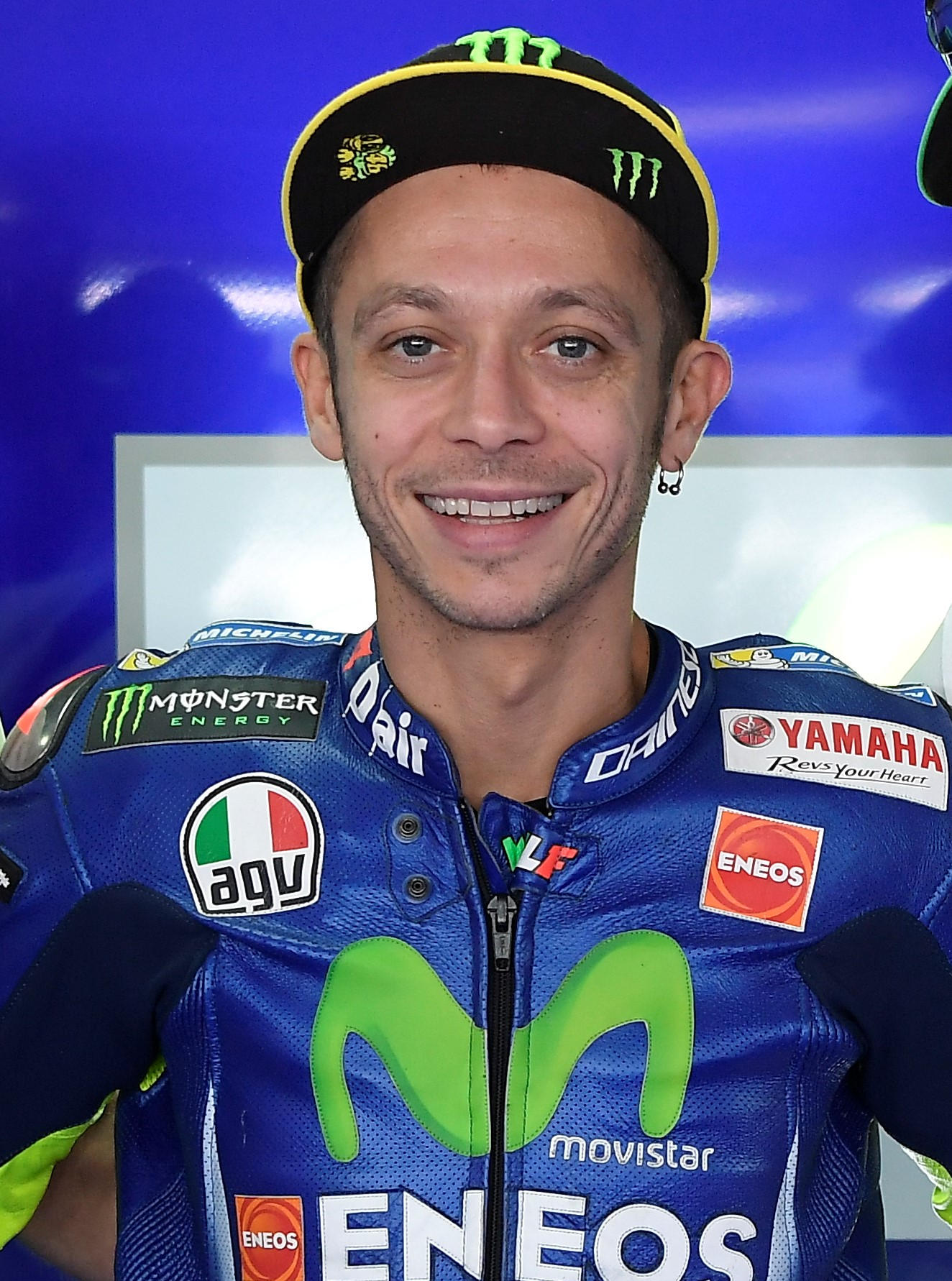
Valentino Rossi, qui immortalato nel 2017, è stato il primo pilota a vincere il campionato mondiale in quattro classi distinte: in 125 nel 1997 (due anni dopo la conquista del titolo italiano nella medesima cilindrata), in 250 nel 1999, in 500 nel 2001 ed in MotoGP nelle annate 2002-2003-2004-2005-2008-2009.

A partire dagli anni settanta, l'evoluzione della tecnica in campo duetempistico, ha portato ad una grande disparità di prestazioni tra i motori a due tempi e quelli a quattro tempi, rendendo necessari limiti diversi di cilindrata nella stessa classe. 
Inoltre, le tendenze tecnologiche del nuovo millennio muovono verso un sempre più diffuso utilizzo delle energie alternative ai combustibili derivati dal petrolio, facendo prevedere la possibile eliminazione del motore a combustione interna, in favore del motore elettrico o di altro tipo, sui quali i limiti di cilindrata non avrebbero alcuna influenza.
Per questi motivi, le varie federazioni nazionali e la FIM sono man mano passate all'uso di denominazioni diverse, quali possono essere la numerazione progressiva delle "MX" nel motocross e delle "S" nel supermotard, le Moto GP" e le "Moto 2" del motomondiale, non utilizzando più la discriminante della cilindrata. All'inizio del XXI secolo la tendenza è quella di denominare le classi con delle lettere che indicano la specialità motociclistica a cui si riferisce, seguite da numeri progressivi; ad esempio la E2 è riferita all'enduro ed è la seconda classe di importanza, tra la E1 e la E3. La classificazione dell'enduro rappresenta peraltro quasi un'eccezione poiché, nella maggior parte dei casi, il numero più basso è relativo alla classe di maggiore cilindrata e importanza, quella definita come classe regina.
Con questa nuova denominazione, normalmente nella stessa classe possono gareggiare motociclette di diversa cilindrata, con il massimo ammesso indicato per ciascuna tipologia di propulsore; il rapporto è mediamente di 1 a 2 con i veicoli dotati di motore a quattro tempi che possono presentare una cubatura doppia rispetto a quelli dotati di motore a due tempi. 
Alcune delle classi hanno avuto una larga diffusione e un lungo periodo di utilizzo, altre sono state utilizzate solamente per brevi periodi di tempo; tra gli esempi del primo tipo la classe 125 in uso ancora nel secondo decennio del XXI secolo, tra le seconde si può citare la classe 80 il cui uso è stato limitato a pochi anni durante gli anni ottanta.
Una delle poche specialità di competizioni motociclistiche in cui non è prevista la suddivisione in classi è quella del trial.
All'interno delle singole manifestazioni, quali ad esempio i gran premi, le gare per le varie classi si disputano in momenti separati; nel caso in cui invece la competizione avvenga contemporaneamente e solamente le classifiche vengano in seguito suddivise per classi, uno dei metodi utilizzati per far riconoscere anche al pubblico la categoria di appartenenza è quella di abbinare un colore specifico alla targa che riporta il numero di gara del pilota.

## Esempi di classi del motociclismo sportivo

### Classi storiche di maggiore diffusione
- Classe 50: ha sempre avuto una funzione formativa, in ogni tipo di competizione, sia su asfalto che fuoristrada. Ha avuto particolare notorietà internazionale quale classe minore del motomondiale dall'edizione del 1962 a quella del 1983.[1][2]
- Classe 80: venne istituita per varie specialità motociclistiche, compreso il Motomondiale dal 1984 al 1989, in seguito all'entrata in vigore della legge francese che, dal 1981, limitò a 80 cm³ la cilindrata massima delle moto destinate ai sedicenni, creando un nuovo mercato in Francia.[2]
- Classe 125: una delle classi più diffuse in tutte le discipline motociclistiche, fa anche parte delle competizioni del motomondiale dalla sua istituzione nel 1949 fino all'edizione del 2011; sostituita dalla Moto3.[3]
- Classe 250: presente anch'essa in quasi tutti i tipi di competizione motociclistica, ha fatto parte anche delle competizioni del motomondiale dalla sua istituzione nel 1949 fino all'edizione del 2009; sostituita dalla Moto 2.[4]
- Classe 350: ha fatto parte delle classi del motomondiale dall'istituzione fino all'edizione del 1982.[5]
- Classe 500: in uso in vari tipi di competizione dove per molti anni ha fatto la parte della classe regina, ha fatto parte delle classi del motomondiale dall'istituzione fino all'edizione del 2001; sostituita dalla MotoGP.[6]
- Classe 750: nelle competizioni velocistiche è conosciuta maggiormente come "Formula 750", anche inserita in tre edizioni del motomondiale, dal 1977 al 1979. Dal 1969 è stata la classe regina del Campionato Endurance.[7]

### Classi storiche particolari
- Classe 60: utilizzata per pochi anni nelle gare di velocità su strada italiane negli anni sessanta, è stata utilizzata anche nelle competizioni formative del motocross.[8]
- Classe 70: questo limite di cubatura viene utilizzato dall'avvento delle gare riservate a ciclomotori di tipo scooter derivati di serie con trasmissione automatica, per i quali è consentita la cilindrata massima di 70 cm³, sempre che ottenuta mediante il solo aumento dell'alesaggio originario.
- Classe 75: piuttosto diffusa nel primo dopoguerra era utilizzata sia nelle competizioni su strada che in quelle da regolarità; in quest'ultima specialità era compresa nel Campionato Europeo dal 1968 al 1980.
- Classe 90: principalmente usata nelle competizioni scooteristiche del secondo dopoguerra.
- Classe 100: come per la Classe 75, compariva nel Campionato Europeo Regolarità dal 1968 al 1980.
- Classe 333: anche detta un terzo di litro, è stata una categoria utilizzata nei primi anni del '900 per essere poi sostituita dalla classe 350cc.[9]
- Formula TT: categoria antesignana della Superbike nell'utilizzo di motociclette derivate dalla serie, disputatasi come campionato mondiale dal 1979 al 1990 (nei primi anni con tre classi distinte: Formula3, Formula2 e Formula1).[10][11]
- Thunderbike Trophy: campionato svoltosi in concomitanza con le gare in territorio europeo del Motomondiale nelle edizioni 1995 e 1996, poi definitivamente sostituito dal mondiale Supersport.[12][13]

### Classi moderne
- Ex: suddivisa in E1, E2 ed E3, specifica le caratteristiche delle motociclette utilizzate nelle competizioni enduro. A livello di campionato mondiale è stata introdotta in sostituzione delle suddivisioni numeriche a partire dal 2004.[14]
- MotoGP: specifica le caratteristiche dei modelli utilizzati nella categoria maggiore del motomondiale dal 2002.[15]
- Moto2: specifica le caratteristiche dei modelli utilizzati nella categoria intermedia del motomondiale dal 2010.[16]
- Moto3: specifica le caratteristiche dei modelli utilizzati nella categoria inferiore del motomondiale dal 2012.[17]
- MotoE: campionato riservato a motociclette con motore elettrico nel motomondiale dal 2019.[18]
- MXx: suddivisa in MX1, MX2 ed MX3, specifica le caratteristiche delle motociclette utilizzate nelle competizioni motocross. A livello di campionato mondiale è stata introdotta in sostituzione delle suddivisioni numeriche a partire dal 2004.
- Superbike: categoria di modelli derivati dalla produzione di serie, con competizioni a livello mondiale dal 1988 e una classe unica.[19]
- Supersport: categoria di modelli derivati dalla produzione di serie, simile alla precedente ma con cilindrate minori, con competizioni a livello mondiale dal 1997 e una classe unica.[20]
- Supersport 300: categoria di modelli derivati dalla produzione di serie, simile alla precedente ma con cilindrate minori, con competizioni a livello mondiale dal 2017 al 2025 e una classe unica.[21]
- WCR: categoria monomarca di modelli derivati dalla produzione di serie, riservato alle donne, con competizioni a livello mondiale dal 2024 e una classe unica.[22]
- Superstock: categoria di modelli derivati più strettamente dalla produzione di serie rispetto alle precedenti, con competizioni a livello mondiale dal 2005, dal 1999 al 2004 il massimo campionato era a livello europeo. All'interno della categoria esiste una suddivisione per livello di cilindrata.[23] Dopo l'utlima edizione nel 2018, continua ad essere disputata in diversi campionati nazionali.[24]
- Sx: suddivisa in S1 e S2, specifica le caratteristiche delle motociclette utilizzate nelle competizioni supermotard. A livello di campionato mondiale è stata introdotta in sostituzione delle suddivisioni numeriche a partire dal 2004.
- Sidecar: competizione riservata alle motocarrozzette; dal 1949 al 1997 come classe del motomondiale, dal 1997 al 2000 come Coppa del mondo, dal 2001 al 2009 come cetegoria Superside, infine dal 2010 come campionato del mondo a sé stante.[25][26]